# Natalie Dean (cavalière)
Pour les articles homonymes, voir Natalie Dean.
Natalie Dean (née le 25 mars 1999) est une cavalière américaine de saut d'obstacles.

## Biographie
Elle grandit à Palo Alto, en Californie. Elle n'est pas née dans le monde équestre, puisqu'elle débute l'équitation à l'âge de 11 ans à l'occasion d'une colonie de vacances, et se spécialise ensuite dans le saut d'obstacles,. Ses parents lui avaient auparavant fait essayer différents sports, avant de la soutenir dans son choix des sports équestres, et de lui payer un cours d'équitation par semaine. Elle rattrape peu à peu son retard d'apprentissage par rapport à ses pairs qui ont commencé l'équitation plus tôt.
Alors qu'elle est au lycée et a 16 ans, elle déménage à Willow Tree Farms, en Californie, pour se perfectionner à la compétition, passant des parcours sur des hauteurs d'un mètre jusqu'aux parcours d'1,40 m avec son cheval Mary Poppins,. Sa participation aux Jeux de la Fédération équestre internationale en catégorie jeunesse en 2017 est la consécration de sa progression cette année-là. Elle voyage ensuite entre la côte est et la côte ouest des États-Unis afin de passer la saison compétitive hivernale à Wellington.
Elle chute et souffre d'une commotion cérébrale en 2020, et suit ensuite des cours en ligne qui débouchent en 2021 sur un diplôme en administration des affaires en marketing à l'Amherst College. Elle intègre l'équipe américaine de saut d'obstacles cette même année.
Début 2024, elle déclare avoir pour ambition une sélection en liste restreinte parmi l'équipe américaine de saut d'obstacles aux Jeux olympiques d'été de 2024. Elle est finalement retenue sur cette short list.

## Palmarès
Début 2024, elle est seconde au classement mondial des jeunes cavaliers de saut d'obstacles de moins de 25 ans, et 83e rang mondial tous âges confondus dans cette discipline.
- Médaille de bronze par équipe au championnat FEI des jeunes cavaliers d'Amérique du Nord de 2017[3] ;
- Médaille d'argent par équipe au championnat FEI des jeunes cavaliers d'Amérique du Nord de 2018[3]  ;
- Médaille d'argent par équipe et médaille de bronze en individuel au championnat FEI des jeunes cavaliers d'Amérique du Nord de 2019[3]  ;

## Chevaux
Son meilleur cheval début 2024 est la jument Acota M, mais la jument Chance Sainte Hermelle est sa monture la plus expérimentée. Elle monte majoritairement des juments.